# エンディ・チョウ
エンディ・チョウ（周 國賢、Endy Chow、1979年12月11日 - ）は、香港のシンガーソングライター、俳優、バンドZarahnのメンバーである。星座はいて座。英語・広東語・北京語・日本語・韓国語が話せる。

## 来歴・人物
13歳のときにニュー・ジーランドに留学。留学にて、ゴロー・ウォン（黄暁暉、Goro Wong）、ジョーイ・プイ（貝祖貽、Joey E-Pui）、ジェリー・プイ（貝祖銘、Jerry Pui）と共に、バンド「Zarahn」を結成。多くの楽曲で作曲や編曲を手掛けている。
2003年には香港ワーナーミュージックの契約に署名して会社のシンガーソングライターになった。2004年に広東語のEP『周國賢』でソロ歌手デビュー。2005年にはアルバム「温室汽球」と「光」をリリース。

## 音楽作品

### ソロアルバム
- 『周國賢』（EP） （2004年3月18日）
- 『周國賢』（2nd Version） （2004年4月16日）
- 『温室汽球』 （2004年11月26日）
- 『温室汽球』（2nd Version） （2005年1月28日）
- 『光』 （2005年11月10日）
- 『光』 （Special Edition） （2005年12月29日）

### バンドZarahn名義のアルバム
- 『十二優』 （2006年10月17日）
- 『12A Acoustic』 （2007年4月3日）
- 『怪誕城之夜 TALES EP1』 （2007年9月28日）

### 未収録の歌曲
- 黄金入球 （アニメ『ハングリーハート WILD STRIKER』広東語版主題歌） （2004年）
- 一邊愛 （バリー・イップと共に合唱）（作、編曲：Endy） （2004年）
- 肥貓最強 （チェット・ラム、at17、フィオナ・シットと共に合唱）（『ガーフィールド』映画宣伝歌曲）（作詞：Endy）（2004年）

### 未収録の歌曲 (Zarahn)
- STOP PARKING IN MY DREAMS （日本語）（作曲、作詞：Endy）
- 一直跟住我 （作曲：Endy）
- 閉 （作曲、作詞：Endy）
- 過街老鼠 （作曲、作詞：Joey EPUI）
- 23 （作曲、作詞：Endy、Joey EPUI）

### その他の歌曲 (周國賢)
- 除眼鏡
- 路人甲 （作曲：Endy、作詞：Yemon Lee）
- 飛（『十年百聞新聞片段紀念專輯』主題歌）（作曲：Endy、作詞：Yemon Lee）

### 他のアーティストのための作品
- 我我我我我有胸部 - （歌：I Love U Boyz）（編曲：Endy） （2005年）
- 瞬間転移 （歌：フィオナ・シット）（作、編曲：Endy） （2005年）
- 塞車 （歌：ニコラス・ツェー）（作、編曲：Endy） （2005年）
- 糾纏 （歌：ニコラス・ツェー）（作、編曲：Endy） （2005年）
- 助聴器 （歌：ケニー・クァン）（作詞、作曲、編曲：Endy） （2006年）
- 吻所有女孩 （歌：ミリアム・ヨン）（作、編曲：Endy） （2006年）
- 叱咤903番組『妹妹妹妹』主題歌 （歌：E(エビータ・ウォン)、WWWinggg(チョン・ウィンイン)）（作曲：Endy）（2006年）
- 一點點 （歌：シャイン）（作曲、作詞：Endy） （2006年）
- 満地可 （歌：デニス・ホー）（曲：Endy） （2008年）
- 從此世界多了一分鐘 （歌：ジュノ・マーク）（曲、編曲：Endy） （2008年）
- 夠鐘 （歌：パーホー・チャウ）（曲、編曲：Endy） （2009年）
- TRUE ROMANCE （歌：ジュノ・マーク）（曲：Endy）（編曲： Jun Kung） （2009年）

## 出演作品

### テレビドラマ
- 『當四葉草碰上劍尖時』（2003年、TVB） - 細佬（ゲスト） 役

### 映画
- 『ガーフィールド』（吹き替え版）（2004年8月19日） - ジョン・アーバックル 役
- 『半醉人間』 （2006年1月19日）
- 『無敵のドラゴン』（2019年）

### 広告
- 「恒生クレジットカード」テレビ広告（2004年）
- 「Motorola E680i携帯電話」テレビ広告（2005年）
- 「永隆クレジットカード」一般広告（2006年）

### ラジオドラマ
- 『天下無敵』（RTHK）（2004年）

### 舞台
- 『梁祝下世伝奇』（2005年9月16日〜9月19日）
- 『我們的華星年代』（2009年4月12日〜4月15日）

### 音楽会とコンサート
- 周國賢 X Zarahn 十二優音楽会（湾仔芸術センター壽臣劇院）（2006年10月19日至22日）
- ZARAHN Band Show （The Edge）（2006年12月15日）
- ZARAHN 12A FINAL LIVE （中環堅道明愛禮堂）（2007年3月30及31日）
- 搖滾復活（九展）（2009年8月27日）